# Genizah van Caïro

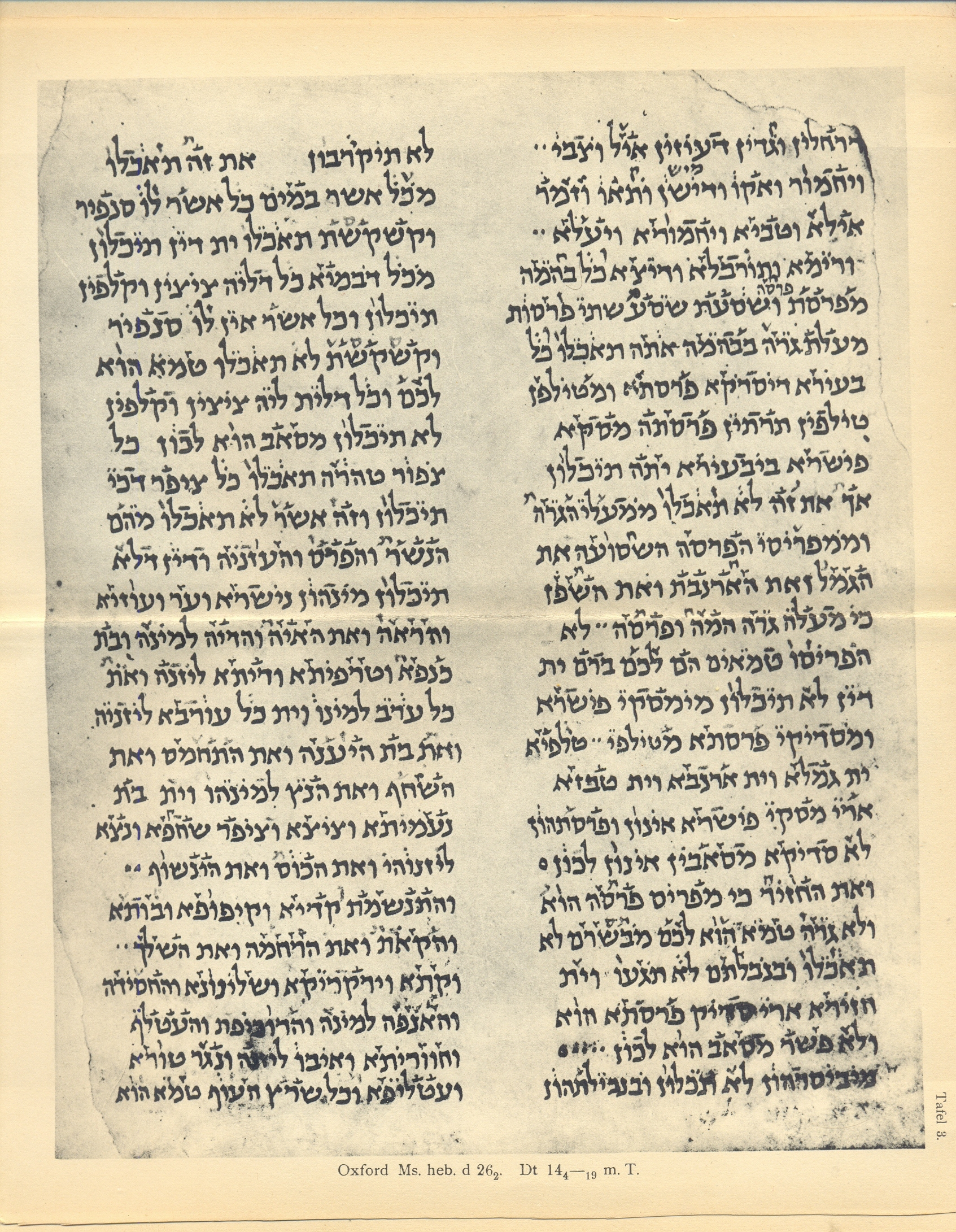
De tekst van Deuteronomium 14:4-9 in het Hebreeuws en Aramees met Babylonische vocalisatie.(Dat is het toevoegen van diakritische vocaaltekens in consonantenschrift)

De genizah van Caïro was een genizah (opslagplaats voor versleten manuscripten) in de Ben Ezra synagoge in Fustat in Egypte. De genizah bevatte ruim 450.000 pagina’s, voor een groot deel alleen fragmenten. De oudste fragmenten dateren uit de zesde eeuw. De laatste aan de genizah toegevoegde fragmenten zijn uit de negentiende eeuw. Het grootste deel van het materiaal is geschreven op papier of perkament, maar ook wel papyrus en textiel. De meest gehanteerde talen in de geschriften zijn Hebreeuws, Judeo-Arabisch en Aramees. 
Het meeste materiaal is geschreven tussen 950- 1250 tijdens de periode van het kalifaat van de Fatimiden en de dynastie van de Ajjoebiden. Het grootste deel van het materiaal bestaat uit literatuur die gerelateerd is aan religieuze onderwerpen, maar een aanzienlijk deel handelt over activiteiten die verbonden zijn aan alledaagse activiteiten op persoonlijk, cultureel en commercieel gebied. Veel van  deze aspecten zijn ook nog onderling verbonden, omdat zij in een aantal gevallen handelen over dezelfde personen, gebeurtenissen of instituties. Dit gehele corpus bevat uniek materiaal over niet alleen de sociale, culturele en economische geschiedenis van het jodendom in de middeleeuwse islamitische wereld, maar ook van de sociale en economische geschiedenis van het pre-Ottomaanse Midden-Oosten als geheel.
Aan het eind van de negentiende eeuw werd in Europa het grote wetenschappelijke belang van deze collectie duidelijk. Met toestemming van de joodse gemeente in Egypte werd vanaf 1885 in toenemende mate  het materiaal uit de genizah beschikbaar gesteld voor wetenschappelijk onderzoek. Ongeveer 70% van het materiaal uit de genizah wordt nu als de Taylor-Schechter Cairo Genizah Collection beheerd door de Cambridge University Library. Het resterende deel wordt beheerd door andere bibliotheken. 

## Achtergrond

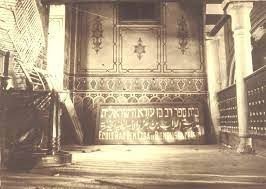
De toegang tot de genizah was via een ladder door de opening hoog in de achtermuur. Foto van1896/1897

Een aantal joodse voorschriften bevatten het verbod om teksten waar de heilige naam van God in voorkomt weg te gooien. Een genizah ("opslag") is de naam voor een opslagruimte in een Joodse synagoge, die bestemd is voor die – versleten - Hebreeuwse boeken en papieren over religieuze onderwerpen. Die werden daar bewaard tot ze een echte begrafenis konden krijgen. Ook teksten van seculiere aard of persoonlijke brieven openden vaak met een aanroeping van God. Ook die teksten werden bewaard in een genizah. In de praktijk werden ook nog teksten zonder die aanroeping bewaard als die in een taal waren die geschreven werd met het Hebreeuws alfabet, zoals bijvoorbeeld Judeo-Arabisch, Aramees, Ladino en Jiddisch. 
Spoedig na de Arabische verovering van Egypte in het midden van de zevende eeuw werd een nieuwe hoofdstad, Fustat, gesticht. De stad werd het administratieve en bestuurlijke centrum van Egypte tot in de tiende eeuw Caïro werd gesticht en Fustat daar spoedig een onderdeel van werd. In 882 kocht de joodse gemeenschap een vernietigde Koptische kerk en verbouwde die tot de  Ben Ezra synagoog. Er zijn echter ook aanwijzingen dat een Ben Ezra synagoog al voor de islamitische verovering bestond. Rond 1012 gaf de kalief Al-Hakim bi-Amr Allah het bevel tot de vernietiging van alle joodse en christelijke gebedshuizen in Egypte. In 1025 werd het mogelijk de synagoge weer te herbouwen. Er kwam ook een nieuwe zeer ruime genizah. Daarin was zoveel ruimte dat het tot in de negentiende eeuw niet noodzakelijk was manuscripten te begraven.
Het bewaren en niet vernietigen van versleten religieuze literatuur komt ook in de boeddhistische cultuur voor. De grootste vondst van boeddhistisch materiaal uit een dergelijke opslagplaats zijn de manuscripten van Dunhuang.

## Betekenis van de genizah

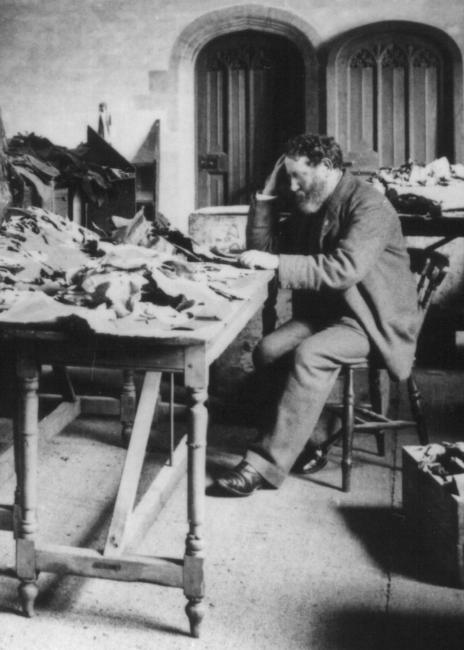
Solomon Schechter in 1898 in de Cambridge University Library

De eerste keer dat de genizah van Caïro in Europese literatuur wordt genoemd is in 1773 door de Duitse dichter en reiziger Simon van Geldern in zijn boek The Israelites on Mount Horeb. Tijdens een bezoek aan Caïro had hij geprobeerd de genizah te bezoeken, maar was de toegang ontzegd vanwege het geloof dat als iemand de pagina’s van de manuscripten zou aanraken een ramp zou volgen. Jacob Saphir, een afgevaardigde van de joodse gemeente in Jeruzalem, was de eerste die tijdens een bezoek aan Caïro in 1855  het wetenschappelijk belang van de inhoud van de collectie in de genizah zag. Hij beschreef die in zijn werk Even Sappir. De eerste Europeaan die toegang kreeg tot de genizah was de Engelse schrijver en historicus Elkan Nathan Adler. Hij wist in 1888 ongeveer 25.000 manuscripten te verkrijgen.   
De enorme betekenis van de genizah werd pas in 1896 in volle omvang  duidelijk toen Agnes en Margaret Smith na een van hun reizen door Egypte een aantal bladen lieten zien aan Solomon Schechter, die toen  hoogleraar in de studie van de Talmoed was aan de Universiteit van Cambridge. Hij herkende de Hebreeuwse  tekst als die van de Wijsheid van Jezus Sirach, een van de deuterocanonieke boeken in de Bijbel. Hiervoor was geen tekst hiervan in het Hebreeuws bekend. Hij wist met hulp van zijn collega Charles Taylor voldoende fondsen te krijgen om een reis naar en een verblijf in Caïro van enkele maanden mogelijk te maken. Hij verkreeg toestemming van de joodse gemeenschap van Egypte om voor wetenschappelijke doeleinden mee te nemen wat hij relevant achtte. Hij bracht ruim 193.000 manuscripten mee naar Cambridge die nu de Taylor-Schechter Cairo Genizah Collection vormen. Dat is verreweg de grootste collectie van manuscripten uit de genizah in de wereld. Andere collecties zijn onder meer aanwezig in de Jewish Theological Seminary of America in New York, de  Bodleian Library in Oxford, de bibliotheek van de Universiteit van Manchester alsmede bibliotheken in Parijs, Frankfurt, Wenen, Budapest, Leningrad and Philadelphia.

## Inhoud van de genizah

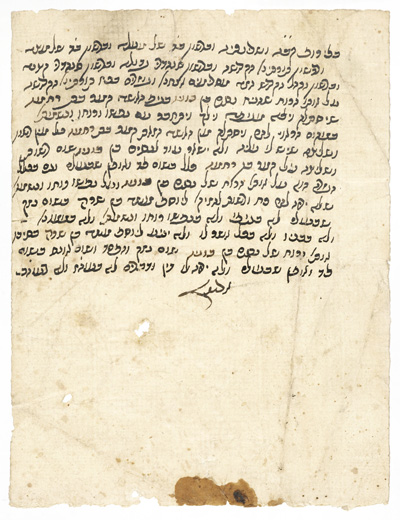
Tekst van gebeden die door een rabbi werd uitgesproken om een met naam genoemde vrouw te bevrijden van de geest van haar ook met naam genoemde overleden echtgenoot. Voor verdere toelichting, zie

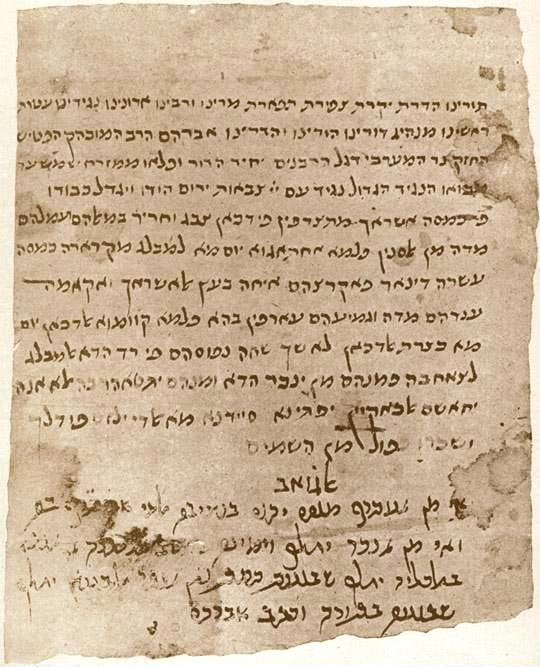
Een door de zoon van Maimonides ondertekende brief

De oudst gedateerde manuscripten zijn een aantal palimpsesten uit de zesde eeuw die teksten bevatten van de Griekse bijbelvertaling van Aquila die uit de tweede eeuw dateert. Er zijn teksten die een exegese geven van de Hebreeuwse Bijbel. Die teksten zijn zowel in het oorspronkelijke Hebreeuws als in het Judeo-Arabisch en Aramees. Er kon door deze teksten veel kennis vergaard worden over de totstandkoming van de Targoems, Aramese vertalingen van de Hebreeuwse Bijbel. 
Er is veel apocrief en pseudepigrafisch materiaal gevonden dat daarvoor nauwelijks bekend was in het rabbijnse jodendom of materiaal dat in de synagoge werd gebruikt. Daarnaast zijn er veel mystieke teksten aangetroffen die behoren tot de Hechalot-literatuur. Ongeveer 2500 pagina’s zijn gerelateerd aan magie, divinatie, astrologie en alchemie. Tevens zijn er een aantal polemische teksten die onderlinge verdeeldheid binnen de joodse gemeenschap verduidelijken, zoals de spanning tussen het in Caïro ook aanwezige Karaïtisch jodendom en andere joodse groeperingen. 
Ongeveer 35.000 pagina’s handelen echter over aspecten die verbonden zijn aan het dagelijks leven in de periode tussen 950 and 1250. De overgrote meerderheid daarvan is in het Judeo-Arabisch. Daaronder zijn duizenden wettelijke documenten als huwelijkscontracten, echtscheidingscontracten, koopovereenkomsten, verkoopakten, testamenten. Er zijn duizenden  brieven gevonden, zowel van een persoonlijk als commercieel  karakter of handelend over wetenschap. Brieven zijn onder meer afkomstig uit Noord-Afrika, het Midden-Oosten,  Centraal-Azië en India. Uit Europa zijn brieven uit Spanje, Franse en Italiaanse havensteden aan de Middellandse zee maar ook Kiev. Er is materiaal over de geschiedenis van het rijk van de Chazaren dat zich begin negende eeuw tot het jodendom bekeerde. 
Er waren meer dan duizend petities aan de overheid, honderden petities met een vraag naar ondersteuning door liefdadigheid vanuit de joodse gemeenschap in Caïro en ongeveer evenveel manuscripten van de functionarissen die deze petities moesten afhandelen. Er zijn eveneens honderden voorschriften ten aanzien van medicijngebruik en hoe die bereid moeten worden, financiële overzichten, duizenden pagina’s die een vorm van jurisprudentie bevatten, garantieverklaringen, leermateriaal voor scholen, boodschappenbriefjes, betalingsoverzichten voor loon aan arbeiders die aan de synagoge werkten en tientallen genealogische overzichten.
Veel van al deze aspecten zijn ook nog onderling verbonden, omdat zij in een aantal gevallen handelen over dezelfde personen, gebeurtenissen of instituties. Shelomo Dov Goitein heeft op basis van dit materiaal een index voor die periode 950-1250 gemaakt waarin ongeveer 35.000 personen in voorkomen, waaronder 350 meer prominente individuen, waaronder Yosef al-Fayumi (882-942), Maimonides (1138-1204) en zijn zoon Abraham. Die index bevat ook materiaal over 450 beroepen en 450 goederen. Dit gehele corpus bevat dus uniek materiaal over niet alleen de sociale, culturele en economische geschiedenis van het jodendom in de middeleeuwse islamitische wereld, maar ook van de sociale en economische geschiedenis van het pre-Ottomaanse Midden-Oosten als geheel. De handelswereld die in de collectie gedocumenteerd is, werd bestudeerd door Jessica Goldberg,
terwijl Marina Rustow er informatie uit haalde over het bestuursapparaat van de Fatimiden.

## Wetenschappelijk onderzoek
In de eerste decennia van de twintigste eeuw waren er een aantal publicaties die vooral handelden over de gevonden religieuze literatuur. Systematisch wetenschappelijk onderzoek dat betrekking had op de manuscripten die over de aspecten van het dagelijks leven handelden kwam pas in de tweede helft van die eeuw op gang. Dat was met name te danken aan het werk van de historicus  Shelomo Dov Goitein die zich vanaf 1948 tot aan zijn overlijden in 1985 op dat materiaal richtte. Goitein was vanaf 1957 verbonden aan het Institute for Advanced Study in Princeton. Zijn bekendste werk is het monumentale A Mediterranean Society: The Jewish Communities of the Arab World as Portrayed in the Documents of the Cairo Geniza in zes delen. In de eenentwintigste eeuw zijn er tussen de beheerders van de manuscripten nauwe samenwerkingsverbanden ontstaan onder meer gericht op het zoveel mogelijk digitaliseren van het gevonden materiaal.